# Arvin
Arvin város az USA Kalifornia államában, Kern megyében. Lakosainak száma 19 495 fő (2020. április 1.).

## Népesség
A település népességének változása:

| 2010 | 19 304 |
| 2020 | 19 495 |